# Argostemma hameliifolium
Argostemma hameliifolium är en måreväxtart som beskrevs av Herbert Fuller Wernham. Argostemma hameliifolium ingår i släktet Argostemma och familjen måreväxter. Inga underarter finns listade i Catalogue of Life.